# Raamgracht (Amsterdam)
De Raamgracht in het centrum van Amsterdam loopt van de Kloveniersburgwal naar de Zwanenburgwal. De Groenburgwal, Verversstraat en Zanddwarsstraat komen uit op de Raamgracht. Over de gracht liggen brug 225 bij de Kloveniersburgwal en de Theo Boschbrug (brug 230) nabij de Zwanenburgwal.

## Geschiedenis
Dit gebied tussen de Kloveniersburgwal en de Zwanenburgwal lag tot laat in de 16e eeuw nog "buiten de veste" (buiten de stadsmuren); in 1593 werd het bij de stad gevoegd. Hier lagen rond die tijd nog de lakenweverijen, waar de wollen stof na het wassen, kaarden, spinnen, weven en verven op houten raamwerken (de zogenaamde lakenramen) werd gespannen om te drogen en op te rekken. De namen Raamgracht, Ververstraat en Staalstraat herinneren aan die periode. Op een kaart uit 1625 van Balthasar Florisz. van Berckenrode wordt de gracht Verwers Graft genoemd. Hij maakt dan een haakse bocht nabij de Moddermeule Steech en gaat over in een breder gedeelte dat eveneens Verwers Graft wordt genoemd (thans Zwanenburgwal).
In de 17e eeuw verhuisden de lakenweverijen naar de toenmalige westelijke grens van de stad; in de buurt van de Bloemgracht en de Jordaan. Daar vindt men dan ook nu nog de Raamstraat, het Raamplein en de Raampoort.
De Raamgracht ligt in de voormalige Jodenbuurt van Amsterdam. Tijdens de Tweede Wereldoorlog werden veel Joodse bewoners van de Raamgracht weggevoerd naar de concentratiekampen en overleefden de oorlog niet. Nadien werd een deel van de bebouwing aan de noordzijde van de Raamgracht afgebroken ten behoeve van de aanleg van de Oostlijn. Hier werd vervolgens het door Theo Bosch ontworpen Pentagon gebouwd.

## Trivia
Het weekblad Vrij Nederland is al vele jaren gevestigd in een monumentaal pand uit 1914 aan Raamgracht 4, op de hoek met de Kloveniersburgwal. Ook de Weekbladpers (uitgever van Vrij Nederland en bladen als Opzij en Hollands Diep) is gevestigd aan Raamgracht 4. De journalist Igor Cornelissen schreef het boek Raamgracht 4 over zijn tijd als redacteur van Vrij Nederland in de jaren 1960.
Salomon Meijer schilderde de Raamgracht. Dit schilderij werd in 1957, ter gelegenheid van zijn 80e verjaardag, aangekocht door het rijk.
In de vroege jaren zeventig van de 20e eeuw bewoonde de dichter en schrijver Hugo Claus, samen met zijn toenmalige muze, de actrice Sylvia Kristel, het pand Raamgracht 5-7.

## Afbeeldingen

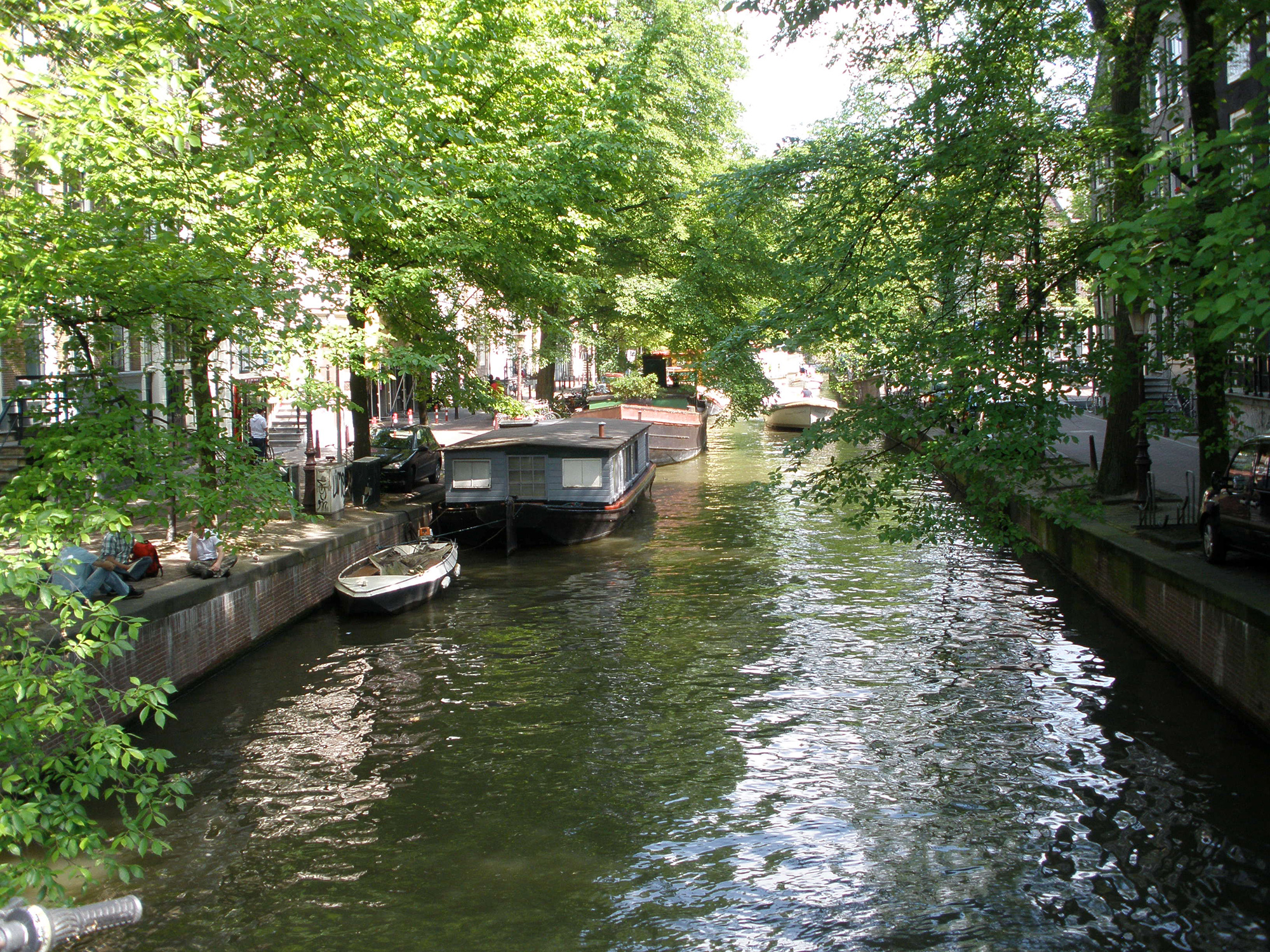
Raamgracht
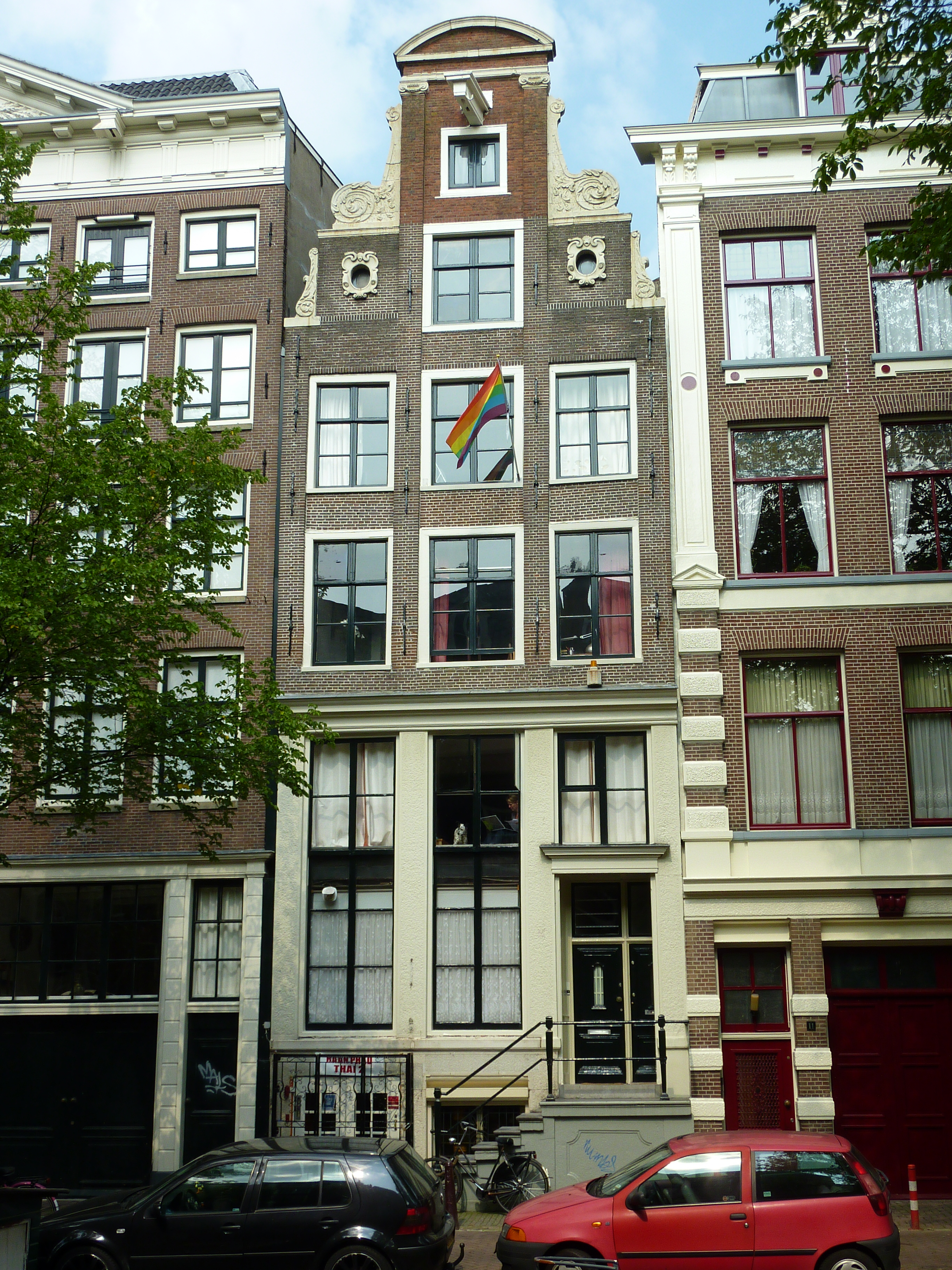
Pand aan de gracht
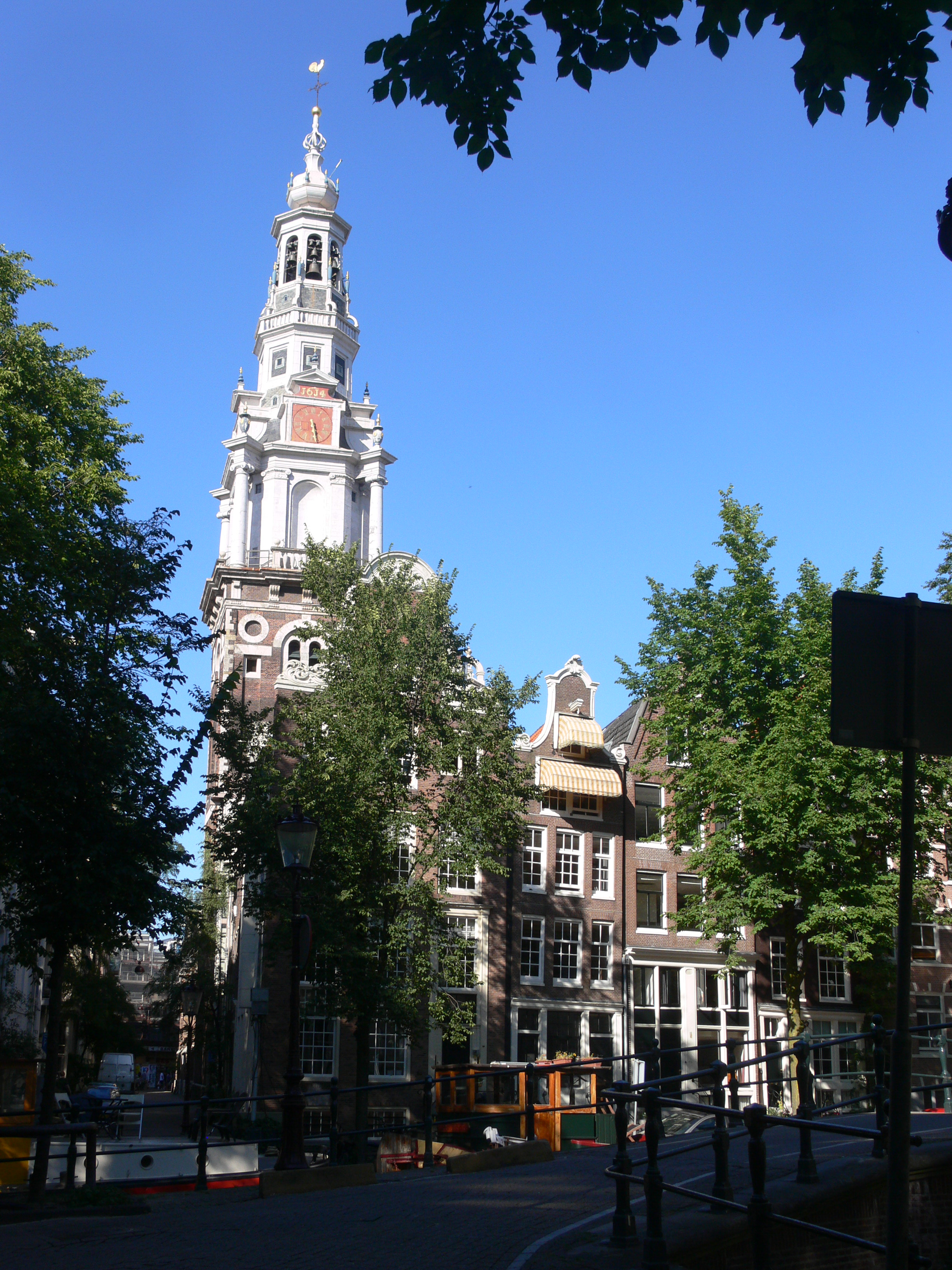
De Raamgracht met op de achtergrond de Zuiderkerk
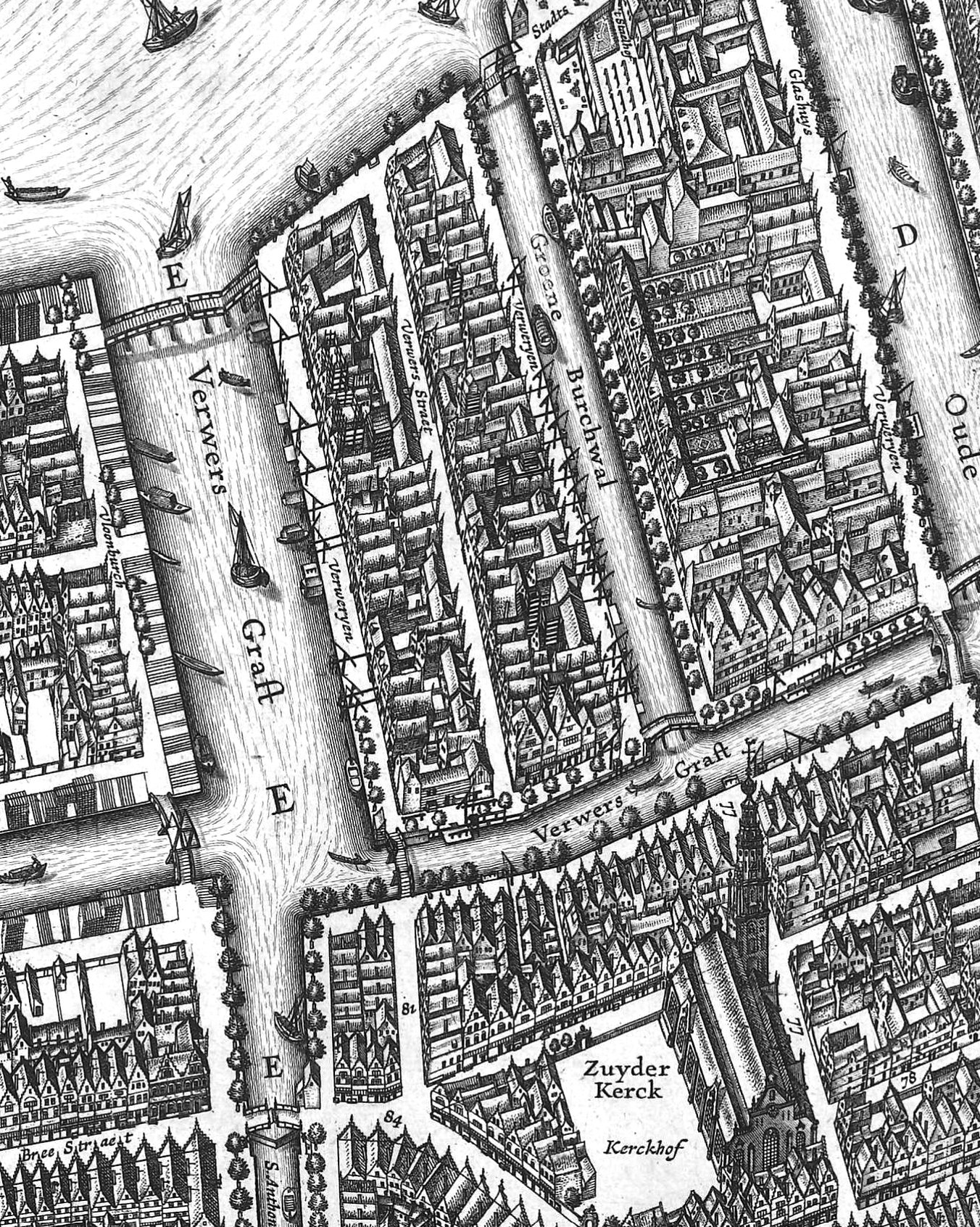
Ververgracht, Groenburgwal en Zuiderkerk (1625) door Balthasar Florisz van Berckenrode

## Raamgracht in andere steden
In Den Haag was een Raamgracht die rond 1850 gedempt werd. Ook in Haarlem was een Raamgracht, nu de Gedempte Raamgracht.